# 小行星2103
小行星2103（2103 Laverna）是一颗围绕太阳公转的小行星。1960年3月20日，拉普拉塔天文台在拉普拉塔发现了此天体。
該小行星以羅馬神話的冥界女神拉維爾納命名。
这颗小行星的绝对星等为238.63433等。